# Peter van Vossen
Peter Jacobus van Vossen (ur. 21 kwietnia 1968 w Zierikzee) – holenderski piłkarz grający na pozycji bocznego pomocnika lub skrzydłowego. 
Z reprezentacją Holandii, w której barwach rozegrał 31 meczów, zdobył brązowy medal na Euro 2000. Był zawodnikiem m.in. Ajaksu i Feyenoordu, ponadto występował w Belgii, Turcji i Szkocji.

## Sukcesy piłkarskie
- mistrzostwo Belgii 1993 z Anderlechtem
- mistrzostwo Holandii 1994 i 1995, Puchar Mistrzów 1995 z Ajaksem Amsterdam
- mistrzostwo Szkocji 1997, wicemistrzostwo Szkocji 1998 oraz finał Pucharu Szkocji 1998 z Rangers
- mistrzostwo Holandii 1999 i Superpuchar Holandii 2000 z Feyenoordem

W reprezentacji Holandii od 1992 do 2000 rozegrał 31 meczów i strzelił 9 goli – brązowy medal Euro 2000 oraz ćwierćfinał Mistrzostw Świata 1994.